# Resolutie 444 Veiligheidsraad Verenigde Naties
Resolutie 444 van de Veiligheidsraad van de Verenigde Naties werd aangenomen op 19 januari 1979, als eerste VN-Veiligheidsraadsresolutie van dat jaar. Ze werd met twaalf stemmen tegen geen goedgekeurd. Tsjechoslowakije en de Sovjet-Unie onthielden zich bij de stemming, China nam niet deel. De resolutie verlengde de UNIFIL-vredesmacht in Zuidelijk Libanon met vijf maanden.

## Achtergrond
Veel Palestijnse vluchtelingen zaten in vluchtelingenkampen in Libanon. Vanhieruit viel de Palestijnse Bevrijdingsorganisatie (PLO) het in het zuiden aangrenzende Israël aan. Dat reageerde met tegenaanvallen in het zuiden van Libanon. De VN-Veiligheidsraad had Israël in resolutie 279 al gevraagd om de soevereiniteit van Libanon te respecteren.
Op 11 maart 1978 kaapten Palestijnse terroristen een lijnbus in Israël, waarbij uiteindelijk 38 burgers omkwamen. Een paar dagen later viel het Israëlisch leger het zuiden van Libanon binnen en bezette gedurende een week het gebied tot aan de rivier Litani. De bedoeling was om de PLO-strijders weg te duwen van de grens.
De Verenigde Naties eisten dat Israël zich terugtrok en zetten de tijdelijke VN-macht UNIFIL op in de streek. Die moest erop toezien dat Israël zijn troepen daadwerkelijk terugtrok en er de vrede handhaven totdat de Libanese overheid haar gezag opnieuw kon doen gelden. Anno 2021 was de vredesmacht nog steeds ter plaatse.

## Inhoud
De Veiligheidsraad:
- Herinnert aan de resoluties 425, 426, 427 en 434.
- Herinnert ook aan de verklaring van de voorzitter van de Veiligheidsraad.
- Heeft het rapport van secretaris-generaal Kurt Waldheim over de interim-VN-macht in Libanon bestudeerd.
- Is bezorgd over de ernstige situatie in Zuid-Libanon door obstakels die de volledige uitvoering van resolutie 425 in de weg staan.
- Herhaalt dat de voortzetting van die situatie zijn autoriteit en resoluties tart.
- Betreurt dat de macht aan het einde van haar tweede mandaat niet al haar taken heeft kunnen vervullen.
- Benadrukt dat volledige bewegingsvrijheid hiervoor een vereiste is.
- Herbevestigt de nood aan respect voor de soevereiniteit, territoriale integriteit en onafhankelijkheid van Libanon.
- Benadrukt het tijdelijke karakter van de macht.
- Handelend op vraag van de Libanese overheid:

1. Betreurt het gebrek aan samenwerking met de macht, vooral door Israël.
2. Waardeert de inspanningen van de secretaris-generaal, de commandanten en de soldaten van de macht, het VN-personeel en de bijdragende landen.
3. Is tevreden over het beleid van Libanon en de inzet van het Libanese leger in het zuiden om er zijn gezag te herstellen.
4. Besluit het mandaat van de macht met vijf maanden te verlengen, tot 19 juni.
5. Roept de secretaris-generaal en de macht op al het nodige te doen en de Libanese overheid om een programma op te stellen voor het herstel van haar gezag.
6. Dringt er bij de lidstaten op aan om waar mogelijk hun invloed uit te oefenen op de betrokkenen.
7. Herbevestigt zijn vastberadenheid om bij verdere belemmering manieren te zoeken om de uitvoering van resolutie 425 veilig te stellen.
8. Besluit drie maanden op de hoogte te blijven alvorens de situatie te bekijken.

Lijst ·  444 ·  445 ·  446 ·  447 ·  448 ·  449 ·  450 ·  451 ·  452 ·  453 ·  454 ·  455 ·  456 ·  457 ·  458 ·  459 ·  460 ·  461